# آي باد 2
آي باد 2 الجيل الثاني من لوحي أبل المسمى آي باد. تم الإعلان عنه في 2 مارس 2011 في قاعة YBCA للفن المعاصر وطرح في الأسواق الأمريكية في 11 مارس 2011. الجهاز الجديد يأتي بمعالج ايه 5 ثنائي النوى بسرعة 1 جيجا هرتز، وكاميرا أمامية وأخرى خلفية، وإخراج الفيديو إلى التلفاز بجودة 1080p، بالإضافة إلى كونه أنحف بمقدار الثلث من الجيل الأول.

## نظام التشغيل
صدر الجهاز مع نظام تشغيل iOS 4.3. وبالإمكان تحديث النظام حتى ios 9

## الذاكرة
يأتي الجهاز بثلاث سعات تخزينية لا يمكن زيادتها: 16 جيجابايت، 32 جيجابايت و64 جيجابايت.
جدير بالذكر أن آبل أوقفت إصدار نسختي الـ32 جيجابايت والـ64 جيجابايت.

## التطبيقات
آي باد الجيل الثاني يأتي مع تطبيقات من صنع الشركة محملة مسبقاً, كما يمكنك تحميل الكثير من التطبيقات من متجر آبل.

## مميزات آي باد الجيل الثاني
- تصميم جديد كلياً.
- ثخانة الجهاز 8.8 ملم ووزنه 601 جرام (نسخة الواي فاي) و613 جرام (نسخة الواي فاي والثري جي).
- تدعيم خاصية اللمس المزدوج مع سرعة الأداء.
- إضافة كاميرتين بالجهاز أمامية وخلفية، الأمامية بدقة VGA والخلفية بدقة 720p للأفلام.
- معالج الرسوميات أسرع بـ9 مرات من الآي باد الجيل الأول.
- يوجد إنترنت لاسلكي ودعم لشبكات الثري جي.
- خاصية الفيس تايم (بالإنجليزية: FaceTime)‏ التي تُمكنك من الاتصال بالصوت والصورة بأجهزة آي أو إس أو الماك الداعمة لهذه الميزة.
- دعم أيضاً خاصية الجايروسكوب الموجودة في الآي فون 4 والآي بود تاتش الجيل الرابع.
- إضافة خاصية الـVideo Mirroring.

## دعم اللغة العربية
بالآي باد الجيل الثاني يوجد دعم للغة العربية قراءة وكتابة.